# Raymond Asquith
Pour les articles homonymes, voir Asquith.
Raymond Asquith, né le 24 août 1952 à Londres, 3e comte d'Oxford et Asquith, est un homme politique et ex-diplomate britannique.

## Biographie
Il est le fils de Julian Asquith, 2e comte d'Oxford et Asquith et arrière-petit-fils d'Herbert Asquith, ancien Premier ministre du Royaume-Uni. Il étudie à l'Ampleforth College avant de poursuivre ses études au Balliol College d'Oxford où il obteint un Master of Arts.
Il fait carrière comme diplomate au service diplomatique britannique de 1980 à 1997. Il occupe des postes à Londres au Bureau des Affaires étrangères et du Commonwealth, et aux ambassades britanniques de Moscou et de Kiev. Il est décoré de l'ordre de l'Empire britannique pour services rendus, en 1992.
Aussi connu sous le titre de courtoisie de vicomte Asquith (jusqu'à 2011), le comte d'Oxford et Asquith est élu membre de la Chambre des lords à Westminster depuis octobre 2014.

Armoiries d'Asquith

## Distinctions honorifiques
- OBE (1992)